# Liste der 24-Adaptionen
Die US-amerikanische Fernsehserie 24 wurde für zahlreiche Produkte adaptiert, die, auch im Rahmen von Merchandising, überwiegend in den USA vertrieben wurden. Sie werden in diesem Artikel tabellarisch und mit kurzer Beschreibung aufgeführt. Zu den Produkten gehören Miniserien, darunter Webserien und Mobisodes; Spiele, unter anderem Brettspiele, Kartenspiele, Handyspiele und Online-Spiele; Romane, Comics und andere Fan-Fiction-Literatur. Außerdem wurden Wandkalender, Actionfiguren, Armbänder, eine Zeitschrift, ein Eau de Toilette und ein Energydrink auf den Markt gebracht.

## Legende
Das Erscheinungsjahr bezieht sich auf die Erstveröffentlichung im jeweiligen Ursprungsland, welches meist die Vereinigten Staaten ist. Diejenigen Produkte, die auch für den deutschen Markt erschienen, besitzen einen Eintrag in der Spalte Titel der deutschen Ausgabe. Die ersten vier Spalten sind durch Klick auf den Spaltenkopf sortierbar.

## Begleitbücher
| US-Erstver- öffentlichung | Originaltitel                                                                                     | Titel der deutschen Ausgabe                                  | Inhalt, Anmerkungen                                                             | Beleg  |
| ------------------------- | ------------------------------------------------------------------------------------------------- | ------------------------------------------------------------ | ------------------------------------------------------------------------------- | ------ |
| 2002                      | 24 – The Unofficial Guide                                                                         |                                                              | Begleitbuch zur ersten Staffel                                                  | [ 1 ]  |
| 2003                      | 24 – The House Special Subcommittee's Findings at CTU                                             | 24 – Ermittlungsakte CTU: 24 Stunden im Leben des Jack Bauer | Begleitbuch zur ersten Staffel                                                  | [ 2 ]  |
| 2003                      | A Day in the Life: The Unofficial and Unauthorised Guide to 24                                    |                                                              | Begleitbuch zur ersten Staffel                                                  | [ 3 ]  |
| 2006                      | 24: Jack Bauer's Having a Bad Day                                                                 |                                                              | Begleitbuch zur ersten Staffel                                                  | [ 4 ]  |
| 2003                      | 24: Season 2 – The Unofficial Guide                                                               | 24 – Die zweite Chance                                       | Begleitbuch zur zweiten Staffel                                                 | [ 5 ]  |
| 2006                      | 24: Behind the Scenes                                                                             | 24 – Twenty Four: Behind the Scenes                          | Making-of der ersten fünf Staffeln                                              | [ 6 ]  |
| 2006                      | 24: The Official Companion: Seasons 1 & 2                                                         |                                                              | Hintergrundinformationen über die ersten beiden Staffeln                        | [ 7 ]  |
| 2007                      | 24: The Official Companion: Seasons 3 & 4                                                         |                                                              | Hintergrundinformationen über die dritte und vierte Staffel                     | [ 8 ]  |
| 2007                      | 24: The Official Companion: Season 5                                                              |                                                              | Hintergrundinformationen über die fünfte Staffel                                | [ 9 ]  |
| 2008                      | 24: The Official Companion: Season 6                                                              |                                                              | Hintergrundinformationen über die sechste Staffel                               | [ 10 ] |
| 2007                      | 24: The Ultimate Guide                                                                            | 24, Staffel 1-6, Wettlauf gegen die Zeit                     | Hintergrundinformationen über Handlung und Produktion der ersten sechs Staffeln | [ 11 ] |
| 2007                      | 24: The Counter Terrorist Unit Handbook (Alternativtitel: 24: The Official CTU Operations Manual) |                                                              | Handbuch für CTU-Mitarbeiter                                                    | [ 12 ] |

## Romane
|                 | Englisch            | Englisch     | Englisch  | Englisch         | Deutsch               | Deutsch    | Deutsch   | Deutsch              |
| Autor           | Romantitel          | Verlag       | Veröff.   | Romanreihe       | Romantitel            | Verlag     | Veröff.   | Romanreihe           |
| --------------- | ------------------- | ------------ | --------- | ---------------- | --------------------- | ---------- | --------- | -------------------- |
| Marc Cerasini   | Operation Hell Gate | Pocket Books | Sep. 2005 | 24: Declassified | Operation Höllentor   | Panini     | Feb. 2008 | 24: Akte freigegeben |
| John Whitman    | Veto Power          | Pocket Books | Okt. 2005 | 24: Declassified | Vetorecht             | Panini     | Feb. 2008 | 24: Akte freigegeben |
| Marc Cerasini   | Trojan Horse        | Pocket Books | Jan. 2006 | 24: Declassified | Das Trojanische Pferd | Panini     | Juli 2008 | 24: Akte freigegeben |
| John Whitman    | Cat’s Claw          | Pocket Books | Dez. 2006 | 24: Declassified |                       |            |           |                      |
| Marc Cerasini   | Vanishing Point     | Pocket Books | Feb. 2007 | 24: Declassified |                       |            |           |                      |
| John Whitman    | Chaos Theory        | Pocket Books | Mai 2007  | 24: Declassified |                       |            |           |                      |
| David Jacobs    | Storm Force         | Pocket Books | Dez. 2007 | 24: Declassified |                       |            |           |                      |
| Marc Cerasini   | Collateral Damage   | Pocket Books | Feb. 2008 | 24: Declassified |                       |            |           |                      |
| John Whitman    | Trinity             | Pocket Books | Juli 2008 | 24: Declassified |                       |            |           |                      |
| David Jacobs    | Head Shot           | Pocket Books | Apr. 2009 | 24: Declassified |                       |            |           |                      |
| David Jacobs    | Death Angel         | Pocket Books | Apr. 2010 | 24: Declassified |                       |            |           |                      |
| James Swallow   | Deadline            | Titan Books  | Aug. 2014 | 24               | Deadline              | Cross Cult | Dez. 2014 | 24                   |
| David Alan Mack | Rogue               | Titan Books  | Sep. 2015 | 24               |                       |            |           |                      |
| Dayton Ward     | Trial by Fire       | Titan Books  | Aug. 2016 | 24               |                       |            |           |                      |

## Comics
| US-Erstver- öffentlichung | Originaltitel     | Titel der deutschen Ausgabe | Inhalt, Anmerkungen | Beleg  |
| ------------------------- | ----------------- | --- | --- | ------ |
| 2004                      | 24: One Shot      | Die drei Comics erschienen 2006 auf Deutsch in dem Sammelband 24: Der offizielle Comic zur TV-Kultserie unter den Titeln Die letzte Kugel, Stufen und Mitternachtssonne. | Erster Comicband | [ 14 ] |
| 2005                      | 24: Stories       | Die drei Comics erschienen 2006 auf Deutsch in dem Sammelband 24: Der offizielle Comic zur TV-Kultserie unter den Titeln Die letzte Kugel, Stufen und Mitternachtssonne. | Zweiter Comicband | [ 15 ] |
| 2005                      | 24: Midnight Sun  | Die drei Comics erschienen 2006 auf Deutsch in dem Sammelband 24: Der offizielle Comic zur TV-Kultserie unter den Titeln Die letzte Kugel, Stufen und Mitternachtssonne. | Dritter Comicband | [ 16 ] |
| 2006–2007                 | 24: Nightfall     | | Vierter Comic (Nr. 1: 18–22 Uhr, Nr. 2: 22–2 Uhr, Nr. 3: 2–6 Uhr, Nr. 4: 6–10 Uhr, Nr. 5: 10–18 Uhr)                     |        |
| 2008                      | 24: Cold Warriors | | Fünfter Comicband | [ 17 ] |
| 2014                      | 24: Underground   | | Spielt in der Zeit zwischen den Handlungen der achten Staffel und 24: Live Another Day. Durch IDW Publishing vertrieben. | [ 18 ] |

## Andere Produkte
| Erstver- öffentlichung | Produktart               | Originaltitel             | Titel der deutschen Ausgabe       | Inhalt, Anmerkungen | Beleg  |
| ---------------------- | ------------------------ | ------------------------- | --------------------------------- | --- | ------ |
| 2003                   | Fernseh-Talkshow         | Pure 24                   |                                   | Talkshow auf dem Sender BBC3, ausgestrahlt nach jeder neuen Episode | [ 19 ] |
| 2003                   | Wandkalender             | 24: 2004 Wall Calendar    |                                   | Monatskalender mit Bildern aus der zweiten Staffel |        |
| 2004                   | Kurzfilm                 | 24 Season 4 Prequel       |                                   | Spielt zwischen der dritten und vierten Staffel | [ 20 ] |
| 2004                   | Online-Spiel             | 24: Countdown             |                                   | Das Spiel besteht aus Missionen, die je eine Fahrt Jack Bauers thematisieren.                                                                                             |        |
| 2004                   | Wandkalender             | 24: 2005 Wall Calendar    |                                   | Monatskalender mit Bildern aus den ersten drei Staffeln |        |
| 2004–2009              | Webcast                  | 24 Inside                 |                                   | Talkshow, moderiert von Daphne Brogdon |        |
| 2005                   | Dokumentation            | 24 – The Editing Process  |                                   | Nur auf DVD erschienener Dokumentarfilm über den Schnitt während der Produktion                                                                                           | [ 21 ] |
| 2005                   | Kurzfilm                 | 24 Season 5 Prequel       |                                   | Spielt zwischen der vierten und fünften Staffel | [ 22 ] |
| 2005                   | Mobisode                 | 24: Conspiracy            |                                   | Nominiert für einen Daytime Emmy Award. Handelt von den Ermittlungen eines CTU-Agenten in einem Mordfall.                                                                 | [ 23 ] |
| 2005                   | Wandkalender             | 24: 2006 Wall Calendar    |                                   | Monatskalender mit Bildern aus der vierten Staffel |        |
| 2006                   | Brettspiel               | 24 DVD Board Game         |                                   | Spieler in der Rolle von CTU-Mitarbeitern | [ 24 ] |
| 2006                   | Brettspiel               | 24: Countdown Game        | 24: Countdown Game                | Brettspiel mit Spielkarten, ein Spieler befindet sich in der Rolle eines Terroristen, die anderen in den Rollen von CTU-Mitarbeitern                                      | [ 25 ] |
| 2006                   | Handyspiel               | 24: Agent Down            |                                   | Action-Spiel für Mobilfunktelefone | [ 26 ] |
| 2006                   | Handyspiel               | 24: The Mobile Game       |                                   | Action-Spiel für Mobilfunktelefone | [ 27 ] |
| 2006                   | Kartenspiel              | 24 Top Trumps             |                                   | Sammelkartenspiel | [ 28 ] |
| 2006                   | Kurzfilm                 | 24 Season 6 Prequel       |                                   | Spielt zwischen der fünften und sechsten Staffel | [ 29 ] |
| 2006                   | Videospiel               | 24 – The Game             | 24: The Game                      | Videospiel für Playstation 2, das die Handlung der dritten Staffel vorbereitet                                                                                            | [ 30 ] |
| 2006                   | Wandkalender             | 24: 2007 Wall Calendar    |                                   | Monatskalender mit Bildern aus der fünften Staffel |        |
| 2006–2008              | Zeitschrift              | 24: The Official Magazine |                                   | Neuigkeiten, Interviews, Fotos und Hintergrundberichte | [ 31 ] |
| 2007                   | Actionfiguren            |                           |                                   | Zwei Jack-Bauer-Figuren von McFarlane Toys |        |
| 2007                   | Actionfiguren            |                           |                                   | Drei Jack-Bauer-Figuren von Medicom Toy |        |
| ?                      | Actionfiguren            |                           |                                   | Je eine Jack-Bauer- und David-Palmer-Figur von Enterbay |        |
| ?                      | Actionfiguren            |                           |                                   | Drei Jack-Bauer-Figuren und mehrere Minimate-Sets von Diamond Select Toys                                                                                                 |        |
| 2007                   | Brettspiel               | 24 CTU: Undercover        |                                   | Handelt von verdeckten Ermittlungen Bauers und der CTU. | [ 32 ] |
| 2007                   | Energydrink              | 24 CTU: The Energy Drink  |                                   | Zumindest in Dosenform vertrieben. | [ 33 ] |
| 2007                   | Wandkalender             | 24: 2008 Wall Calendar    |                                   | Monatskalender mit Bildern aus verschiedenen Staffeln |        |
| 2007                   | Webserie                 | 24: Day Six – Debrief     | 24 – Einsatzbesprechung für Tag 6 | spielt 35 Stunden nach der 6. Staffel | [ 34 ] |
| 2007                   | Webserie (animiert)      | 24: Day Zero              |                                   | handelt vor der 1. Staffel | [ 35 ] |
| 2007–2008              | Kartenspiel              | 24: Trading Card Game     |                                   | | [ 36 ] |
| 2007–2008              | Webserie                 | The Rookie: CTU           |                                   | erzählt von einem neuen Agenten bei der CTU | [ 37 ] |
| 2008                   | Wandkalender             | 24: 2009 Wall Calendar    |                                   | Monatskalender mit Bildern aus den Staffeln 5 und 6 |        |
| 2008                   | Webserie                 | 24: Dossier               |                                   | Handelt von Tatvorwürfen gegen Jack Bauer im Kontext der siebten Staffel.                                                                                                 | [ 38 ] |
| 2009                   | Brettspiel               | 24 Clue                   |                                   | Handelt von der Suche nach einem Verräter während eines Lockdowns in der CTU.                                                                                             | [ 39 ] |
| 2009                   | Handyspiel               | 24™: Special Ops          |                                   | Spiel für iPhone, iPod touch und iPad | [ 40 ] |
| 2009                   | Online-Spiel             | Operation Instinct        |                                   | Puzzlespiel, dessen Bilder sich in die Handlung der siebten Staffel einfügen.                                                                                             |        |
| 2009                   | Eau de Toilette          | 24: The Fragrance         |                                   | Zumindest in Großbritannien vertrieben. | [ 41 ] |
| 2009                   | Wandkalender             | 24: 2010 Wall Calendar    |                                   | Monatskalender mit Bildern aus der siebten Staffel |        |
| 2009–2011              | Fernsehserie             | –––                       | Allein gegen die Zeit             | Deutsche Fernsehserie, die nach dem Vorbild von 24 entstand. Jede Episode entspricht darin ebenfalls einem Erzählzeitraum von 60 Minuten, dauert aber nur 25 Minuten.     | [ 42 ] |
| 2010                   | Mobiltelefon-Nachrichten | Operation Hero            |                                   | Zusätzliche Hintergrundinformationen zur Handlung der achten Staffel | [ 43 ] |
| 2010                   | Handyspiel               | 24: Jack Bauer            |                                   | Spiel für Mobilfunktelefone | [ 44 ] |
| 2010                   | Online-Community         | Network 24                |                                   | Interviews mit, Blogs von Crew-Mitgliedern |        |
| 2012                   | Kinowerbespot            | –                         | –                                 | 2012 in europäischen Kinos gezeigt. Kiefer Sutherland parodiert seine Rolle des Jack Bauer.                                                                               | [ 45 ] |
| 2013–                  | Fernsehserie             | 24                        | –                                 | Indisches Remake von 24, bei dem der Schauspieler Anil Kapoor, Darsteller des Omar Hassan in der achten Staffel, sowohl die Produktion als auch die Hauptrolle übernimmt. | [ 46 ] |
| 2017                   | Fernsehserie             | 24: Legacy                | 24: Legacy                        | Ableger von 24. |        |